# Api Ratuniyarawa

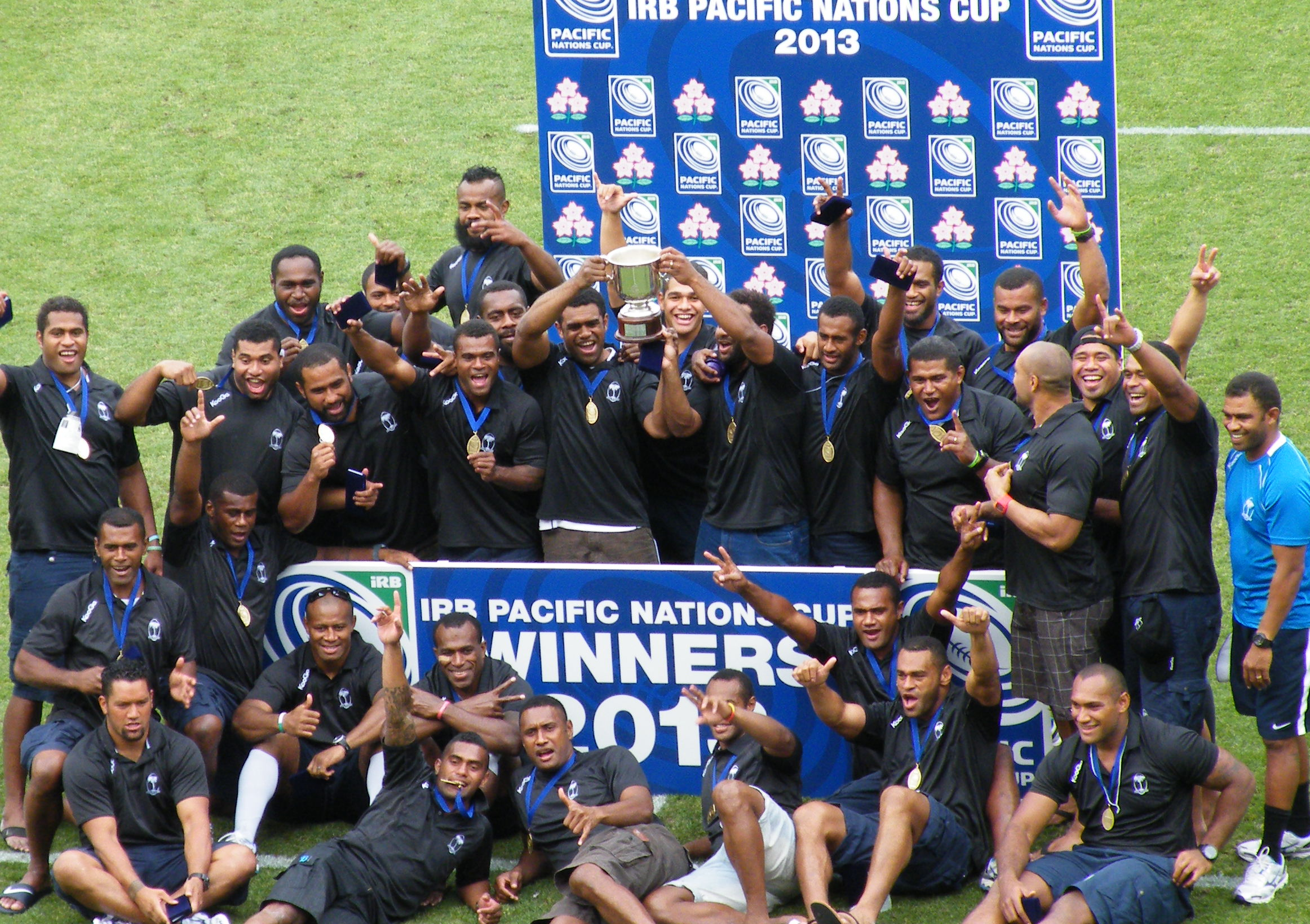
Reprezentacja Fidżi świętująca zdobycie Pucharu Narodów Pacyfiku 2013. Ratuniyarawa stoi trzeci z lewej

Apisalome „Api” Ratuniyarawa (wym. [a.pi.saˈlo.me ra.tu.ni.jaˈra.ɰa]; ur. 11 lipca 1986 w Sigatoce) – fidżyjski rugbysta występujący na pozycji wspieracza. Reprezentant kraju i dwukrotny uczestnik pucharu świata. Brat Sekonai Kalou.

## Młodość
Ratuniyarawa pochodzi z wioski Navisabasaba w prowincji Nadroga-Navosa na wyspie Viti Levu. Uczęszczał do Batiri Public School, a następnie do Cuvu College. Był członkiem drużyny do lat 20 reprezentującej prowincję Nadroga.

## Kariera klubowa
Początkowo występował w barwach lokalnych drużyn występujących w fidżyjskich rozgrywkach krajowych. Występował m.in. w klubie z Suvy, ekipie Uniwersytetu Południowego Pacyfiku. W 2008 roku znalazł się w składzie półzawodowego regionalnego zespołu Suva Highlanders rywalizującego w Colonial Cup. Co najmniej od 2008 roku reprezentował prowincję Naitasiri, rok później bywał już kapitanem wspomnianej drużyny.
W 2011 roku Ratuniyarawa wyjechał do Nowej Zelandii, gdzie podpisał kontrakt z Poverty Bay rywalizującym w Heartland Championship. Jednocześnie związał się z miejscowym klubem Ngatapa R.F.C. Po roku przeniósł się do wyższej dywizji i regionalnego zespołu North Harbour z National Provincial Championship. W tym okresie występował też w lokalnym klubie Mahurangu R.C. W międzyczasie grywał też w rozgrywkach na Fidżi – w barwach drużyn z Naitasiri (gdzie pełnił funkcję kapitana) czy Tailevu.
W sierpniu 2013 roku Ratuniyarawa został sprowadzony do Europy, gdzie podpisał krótkoterminowy kontrakt z SU Agen – spadkowicz z Top 14 poszukiwał wówczas zastępstwa dla kontuzjowanego drugoliniowca Léo Bastiena. Przed upływem przewidzianych pierwotnie trzech miesięcy władze klubu z południowo-zachodniej Francji zaoferowały Fidżyjczykowi pełnoprawną umowę. W sezonie 2013/2014 wystąpił w 24 meczach ligowych, w tym w 14 od pierwszej minuty. W kolejnym – już w  26 (25 w podstawowym składzie), zaś ekipa Agen zdołała awansować z Pro D2. W Top 14 Ratuniyarawa ponownie był ważnym członkiem zespołu – choć do klubu ze zgrupowania reprezentacji powrócił dopiero w połowie października, do końca sezonu zdołał rozegrać jeszcze 17 spotkań. Agen w najwyższej klasie rozgrywkowej prezentowało się jednak bardzo słabo i po roku spadło do drugiej ligi.
W sierpniu 2016 roku, już po starcie sezonu (Fidżyjczyk zdążył rozegrać cztery mecze) francuski klub zgodził się na skrócenie kontraktu zawodnika i jego przenosiny do klubu angielskiej Premiership – Northampton Saints. Decyzja Ratuniyarawy miała być motywowana względami rodzinnymi – chęcią mieszkania w kraju anglojęzycznym. Zadebiutował na początku października 2016 roku w meczu rezerw (Northampton Wanderers). Początkowo pełnił funkcję zmiennika (w sezonie 2016/2017 we wszystkich rozgrywkach jedynie czterokrotnie wychodził w podstawowym ustawieniu), jednak z czasem stawał się coraz bardziej istotnym graczem drużyny. W styczniu 2018 roku przedłużył swój kontrakt o dwa lata, zaś pod koniec sezonu otrzymał klubowa nagrodę dla zawodnika, który w ciągu roku poczynił największe postępy. W marcu 2019 roku Ratuniyarawa sięgnął wraz z drużyną klubową po Premeirship Rugby Cup. Dobre występy w barwach Saints spowodowały, że w 2020 roku angielski klub ponownie przedłużył kontrakt z reprezentantem Fidżi.

## Kariera reprezentacyjna
Ratuniyarawa swoje występy w drużynach narodowych Fidżi rozpoczął w roku 2008. Został wówczas włączony do składu Fiji Warriors, obok Fiji Barbarians jednej z dwóch fidżyjskich drużyn o statusie zbliżonym do drugiej reprezentacji kraju. Początkowo znalazł się jedynie na liście rezerwowej, następnie został włączony do składu Warriors na mecze Pacific Rugby Cup 2008. Z tą samą drużyną brał także udział w meczu z Waratahs w styczniu 2009 roku i kolejnej edycji Pacific Rugby Cup. W turnieju tym ekipa Ratuniyarawy okazała się najlepsza, pokonując w finale Upolu Samoa. Pierwszą rzeczywistą okazję gry otrzymał jednak dopiero na początku 2010 roku w kolejnym sparingu z Waratahs. Następnie uwzględniony był we wstępnym składzie Fiji Barbarians na Pacific Rugby Cup 2010, a także w barwach tej drużyny brał udział w sparingu mającym wyłonić kadrę drugiej reprezentacji, „Fiji A” na dwumecz z drugą reprezentacją Tonga. Pierwotnie nie został wybrany, niemniej po wykluczeniu z przyczyn dyscyplinarnych pięciu członków wyselekcjonowanego składu drużyny, Ratuniyarawa został awansowany przed drugim meczem rewanżowym. Następnie wspieracz znalazł się w końcowym składzie Warriors na Pacific Rugby Cup w tym roku. W październiku 2010 roku Fidżyjczyk przymierzany był zarówno do pierwszej reprezentacji w odmianie siedmio- (brał udział w testach do drużyny), jak i piętnastoosobowej.
Rolę ważnego zawodnika Warriors – wówczas już formalnej drugiej reprezentacji Fidżi – Ratuniyarawa pełnił także w dwóch kolejnych latach, uczestnicząc w następnych edycjach Pacific Rugby Cup: 2011 i 2012. Zawodnik North Harbour pod koniec 2012 roku zdołał przebić się do pierwszej reprezentacji Fidżi i otrzymał powołanie na listopadową serię spotkań w Europie. Zadebiutował w starciu z Anglią na Twickenham Stadium w drugiej linii młyna występując obok Leone Nakarawy (ostatecznie mecz zakończył się wysokim zwycięstwem gospodarzy).
W roku 2013 jako podstawowy zawodnik brał udział w Pucharze Narodów Pacyfiku, w którym reprezentanci Fidżi sięgnęli po główną wygraną. Rozegrał też wszystkie spotkania w kolejnej edycji tych rozgrywek, jak również udział w meczu przeciw Wyspom Cooka, w którym Fidżi zapewniło sobie awans do Pucharu Świata w Rugby 2015. Podczas czerwcowych meczów testowych pełnił funkcję wicekapitana.
W lipcu i sierpniu 2015 roku Ratuniyarawa z drużyną zwyciężył w rozgrywanym w poszerzonym składzie Pucharze Narodów Pacyfiku. Niedługo później zawodnik otrzymał powołanie do kadry na puchar świata. Podczas mistrzostw wystąpił w dwóch spotkaniach swojej drużyny: meczu otwarcia z Anglią i wygranym pojedynku z Urugwajem. Także w późniejszych latach Ratuniyarawa pozostawał ważnym członkiem kadry narodowej. Brał z nią udział w kolejnych edycjach Pucharu Narodów Pacyfiku: w 2016, 2017, 2018 i 2019 (trzy pierwsze edycje zakończyły się zwycięstwem reprezentacji Fidżi). Dzięki zwycięstwu w 2017 roku Fidżyjczycy zakwalifikowali się też do pucharu świata w 2019 roku. W 2019 roku otrzymał także powołanie na puchar świata 2019. W czasie turnieju w Japonii rozegrał trzy spotkania, w tym jedno w podstawowym składzie. W meczach z Urugwajem (sensacyjnie przegranym) i Gruzją zdobył swoje dwa pierwsze przyłożenia na poziomie reprezentacyjnym. 

### Statystyki
Stan na dzień 9 października 2019 r.
Występy na arenie międzynarodowej
| Drużyna narodowa | Rok  | Mecze | Punkty |
| ---------------- | ---- | ----- | ------ |
| Fidżi            | 2012 | 2     | 0      |
| Fidżi            | 2013 | 6     | 0      |
| Fidżi            | 2014 | 5     | 0      |
| Fidżi            | 2015 | 5     | 0      |
| Fidżi            | 2016 | 3     | 0      |
| Fidżi            | 2017 | 6     | 0      |
| Fidżi            | 2018 | 2     | 0      |
| Fidżi            | 2019 | 6     | 10     |
| Suma             | Suma | 35    | 10     |

Przyłożenia na arenie międzynarodowej
| Lp. | Data                | Miejsce                                      | Przeciwnik | Rozgrywki                  |
| --- | ------------------- | -------------------------------------------- | ---------- | -------------------------- |
| 1.  | 25 września 2019    | Kamaishi Recovery Memorial Stadium, Kamaishi | Urugwaj    | Puchar Świata w Rugby 2019 |
| 2.  | 3 października 2019 | Hanazono Rugby Stadium, Higashiōsaka         | Gruzja     | Puchar Świata w Rugby 2019 |

## Nagrody i wyróżnienia
- nagroda Northampton Saints dla zawodnika o przełomowym sezonie 2017/2018 (Breakthrough Player of the Year 2017/2018)[2]

## Życie osobiste
Z rugby union związali się także dwaj bracia Apiego, najstarszy Alipate Mataivilia i pośredni Sekonaia Kalou, reprezentant Fidżi podczas Pucharu Świata w Rugby 2011 oraz reprezentant kraju w rugby 7. Wszyscy trzej występowali na tej samej pozycji wspieracza.
Apisalome w 2012 roku w swojej rodzinnej wsi Nasebaseba poślubił Asenę Lebę ze wsi Natokalau na wyspie Matuku. Ceremonia odbyła się w obrządku metodystycznym. Para w 2019 roku doczekała się syna, który otrzymał imię Franklin (od stadionu Nothampton Saints – Franklin’s Gardens).